# Лонге-Хиггинс, Хью Кристофер
Хью Кристофер Лонге-Хиггинс (англ. Hugh Christopher Longuet-Higgins; 11 апреля 1923, Ленхем — 27 марта 2004, Сассекс) — английский химик-теоретик, специалист по когнитивистике, педагог, музыкант. Внёс вклад в развитие квантовой химии, статистической механики, а также искусственного интеллекта и теории восприятия. В его честь учреждена премия за успехи в области машинного зрения.

## Детство, образование и академическая карьера
Кристофер родился в Ленхеме (графство Кент) в семье священника Генри Хью и Альбинии Сесил Лонге-Хиггинса (урожденная Бэзли). Фамилия Лонге принадлежала гугенотам, а Хиггинс восходит к Джону Хиггинсу (1595—1656) — йомену Бакингемшира. Объединение фамилий произошло в 1804 году, когда дед Кристофера Джон Хиггинс женился на Терезе Лонге. После подготовки в частной школе в графстве Кент Кристофер в 1932 поступил в Pilgrims’ School в Винчестере, при этом одновременно учился на старшего певчего в местном кафедральном соборе. В 12 лет он сочинил песню для вечерней службы в соборе. В 1935 году сдал экзамены в Винчестерский колледж, где и продолжил развивать свои навыки в математике и музыке.
Уже в колледже Кристофер заинтересовался полиэдрами. Он собирал картонные модели фигур, изучал их строение, а также работал с их аналогами в 4-мерном пространстве. Подобное исследование было независимо выполнено математиками Г. С. М. Кокстером и Дж. С. П. Миллером в 1930х. Это увлечение в будущем проявилось в работах Кристофера, связанных со строением соединений бора.
В 1941 году Кристофер получил премию Ричардсона по математике. Возможно, именно этот конкурс обусловил смену интересов с математики на химию. Учитель химии Эрик Джемс, талантливый педагог, заинтересовал Кристофера своей областью знаний.
В то же время Кристофер совершенствовал свои музыкальные навыки: поступил в музыкальный колледж Баллиол-колледж в Оксфорде, где впоследствии был награждён за игру на органе и основал собственный студенческий оркестр.
В 1945 Кристофер получил диплом с отличием и продолжил исследования в области теоретической химии под руководством Чарльза А. Коулсона. Через 3 года он получил докторскую степень (Ph. D.). После двух лет работы в Баллиоле, года в университете Чикаго в группе Роберта Малликена он вернулся в Великобританию. Кристофер устроился лектором теоретической химии в Манчестерском университете, где впоследствии получил степень ридера (Reader) в 1951. Год спустя возглавил кафеду физики в Лондонском королевском колледже, сменив Коулсона.

## Научная карьера
В 1954 году Кристофер стал заведующим кафедры теоретической химии в Кембридже, и занимал этот пост до 1967 года. Его предшественником был Сэр Джон Леннард-Джонс — один из пионеров этой науки. Под руководством Кристофера кафедра стремительно развивалась, в её стенах работали такие выдающиеся учёные как Коулсон, С. Ф. Бойз, Джон А. Попл, Джордж Холл. Группа Кристофера получила международное признание, а его аспиранты и научные сотрудники позднее заняли места в Британском Королевском Обществе.
В 1953 году он заметил, что существующие европейские журналы уделяют недостаточно внимания физике молекул. Поэтому Кристофер основал свой журнал «Molecular Physics» и был его редактором до 1963 года. В этом журнале опубликовано множество работ в области молекулярной и статистической механики, из них немалое количество работ Кембриджской группы.
В конце 1960х в теоретической химии произошли коренные изменения, связанные с развитием вычислительных мощностей: расчётные работы начали вытеснять аналитические. Лонге-Хиггинс был разочарован таким положением вещей и в 1967 году ушёл из химии и посвятил себя изучению искусственного интеллекта. Вместе с Ричардом Грегори он искал место для дальнейшей работы в Кембридже, Сасексе и Эдинбурге. В последнем университете ему предложили наиболее привлекательные условия, и Кристофер стал членом научно-исследовательского совета в Эдинбурге. Вместе с Грегори и Дональдом Мичи он основал факультет машинного интеллекта и восприятия. Он также сыграл важную роль в становлении School of Epistemics — междисциплинарной научной группы, объединявшей людей, заинтересованных в изучении разума. В 1968 году он получил звание профессора Королевского общества, в 1974 году перешёл в университет Сасекса, влившись в группу экспериментальной психологии, возглавляемую Н.С. Сазерлендом. С 1984 по 1986 год работал директором Института когнитивных и информационных наук в Сасексе, соединяя коллективы в областях вычислительной техники, информатики, лингвистики и экспериментальной философии.
Кристофер никогда не отождествлял свои исследования с областью искусственного интеллекта и предпочитал использовать придуманный им термин «когнитивная наука».

## Квантовая химия
Ранние работы Кристофера посвящены исследованиям структуры и свойств молекул, молекулярной спектроскопии. Ещё в студенческие годы преподаватель химии в Баллиоле Ронни Белл попросил его подготовить доклад по химии элементов. Кристофера давно волновал вопрос — почему простейший гидрид бора имеет формулу не ВН3, как следовало ожидать из правил валентности, а В2Н6. Однако, если молекула имеет структуру, подобную этану (С2Н6), то валентность бора равна 4, а не 3. В докладе Кристофера, хранящемся в архивах Баллиольского колледжа, высказано предположение, что два атома бора в диборане (В2Н6) связаны друг с другом посредством двух водородных связей. Эта точка зрения противоречила взглядам маститых ученых — Г. Н. Льюиса и Л. Поллинга. Концепция мостиковых атомов водорода уже была предложена для объяснения строения В2Н6, но не была подтверждена экспериментами или теоретическими рассуждениями. Заслуга Кристофера в том, что он показал важность водородных связей в гидридах бора, что позже стало ключевой идеей в понимании строения этих молекул. Доклад подробно изложен в совместной статье Белла и Лонге-Хиггинса, а также в другой работе, посвящённой нормальным колебаниям мостиковых структур типа Х2У6. Эти идеи явились катализаторами дальнейших исследований в области гидридов бора. Вскоре К. С. Питцер показал, что теория водородных связей описывает все известные на тот момент соединения бора. За ней последовала работа Кристофера «Структура некоторых электронно-дефицитных молекул», в которой данная теория была применена к гидридам других элементов из первых трех групп периодической системы. В этих исследованиях проявилось раннее увлечение полиэдрами: предложенная структура аниона В12Н12 2- была правильным икосаэдром. Впоследствии эта идея была проверена В. Н. Липскомбом, который за установление структуры и строения соединений бора получил Нобелевскую премию.
В докторской диссертации под руководством Ч. Коулсона Кристофер рассмотрел электронную структуру органических молекул, содержащих сопряженные двойные связи, описываемые методом орбиталей Хюккеля. Результатом плодотворного труда стало 18 работ,  послуживших основой для развития теоретической химии. В них впервые были отражены хорошо известные сегодня факты: заряд атома равен производной полной энергии по кулоновскому интегралу, а порядок связи – производной полной энергии по резонансному интегралу. Метод Хюккеля не учитывает напрямую отталкивание электронов, поэтому не подходит для интерпретации электронных спектров. Теория предсказывает снятие вырождения электронных уровней, ведущее к искажению не только энергий, но и интенсивностей переходов. В работе, опубликованной в  Proceedings of the Physical Society, Кристофер показал, что снятие вырождения объясняет появление слабых полос в спектре, запрещенных по симметрии.
Кристофер также внес вклад в химию координационных соединений. Его коллега Лесли Орджел изучал химию комплексов переходных металлов и известен получением первого сэндвичевого комплекса Fe(C5H5)2, а также дибензолхрома. Лесли и Кристофер несмотря на известную нестабильность циклобутадиена, предсказали существование молекул типа MX2(C4H2), где М — никель, палладий или платина, а Х — одновалентный лиганд. Их интерпретация электронной структуры таких комплексов внесла большой вклад в химию переходных металлов.
Кристофер также известен работами в области строения молекул. Он рассмотрел взаимодействие колебаний и вращений в симметричных волчках, а также дал новую формулировку эффекта Реннера-Теллера для сильного взаимодействия, используемую для интерпретации спектра радикала NH2. Им изучен эффект Яна-Теллера в электронно-вырожденных симметричных волчках и вырожденных по спину молекулах. Совместно с Герцбергом была написана работа о потенциальных поверхностях многоатомных молекул. Однако эта статья доставила некоторое неудобство автору, поскольку в ней содержались ошибочные выводы. В течение 10 лет после ухода Кристофера из химии многие пытались их опровергнуть. Поэтому он написал опровержение к той работе. Вместе с тем проблема вызвала большой резонанс, и пробудила интерес к исследованиям. В итоге верное решение было получено Майклом Берри и в настоящее время носит его имя.
Как известно, в молекуле бензола все 6 связей равны, но для линейных сопряженных полиенов дело обстоит по-другому. Эту особенность впервые заметили Кристофер и Лайнел Салем. Их интересовало два вопроса: теряют ли длинные линейные полиены различие в длинах связей с увеличением длины сопряжения и начиная с какого размера цикла появляются чередования в длинах связей. Ученые пришли к выводу, что данные явления зависят от вкладов пи-электронов, стремящимся образовать пары, и сигма-электронов, образующих равные связи. Поэтому линейные полиены обладали чередованием, а в циклических оно начиналось с некоторого критического размера цикла. Позже эти предсказания были подтверждены расчетами и экспериментами.
В 1963 году Кристофер написал статью «Группы симметрии структурно нежестких молекул», которая считается весомым вкладом в молекулярную спектроскопию. В ней он предположил, что группа симметрии нежесткой молекулы есть группа перестановок схожих частиц, но перестановки ограничены временем эксперимента. На нескольких специальных примерах было показано, как определять статистические веса вращательных уровней в таких молекулах. Кристофер показал, что эта идея позволяет объяснить вращательные спектры диметилацетилена, имеющего небольшой торсионный барьер вращения. Позднее он установил, что подход применим как к жестким, так и к не очень жестким молекулам. В спектроскопическом сообществе его работы были отмечены как элегантные и доступные для восприятия.
Другой не менее важной областью исследований Кристофера стали электроциклические реакции, а также причины, по которым термическая и световая активация приводят к разным продуктам. Объяснение, как сейчас известно, кроется в симметрии высшей занятой молекулярной орбитали реагирующих веществ. В 1965 Лонге-Хиггинс, Абрамсон, Вудвард и Хоффман опубликовали ряд сообщений, в которых обсуждались контролируемые симметрией реакции. Теория Лонге-Хиггинса и Абрахамсона была полной, поскольку основывались на симметрии состояний, а не орбитальной симметрии. Однако обстоятельства сложились так, что большую известность в изучении этих реакций получили Вудвард и Хоффман. Конечно, они объявили благодарность за обсуждение в своих работах, но теперь данные правила называются их именами, а Хоффман и Фукуи получили Нобелевскую премию за исследование граничных орбиталей.
Последняя работа в области химии называется «Квадрупольный момент диполярных молекул». Вывод, полученный из рассмотрения прямого рассеяния света диполярными молекулами, состоит в том, что квадрупольный момент относится к эффективному квадрупольному центру, а не к центру масс, как считалось ранее. При этом поляризуемость в более высоких порядках равна нулю, а квадрупольный момент не зависит от изотопного замещения. Несколько лет спустя Имри и Раб вывели другое выражение для поляризуемости в высших порядках, следовательно расположение квадрупольного центра изменилось. Однако незадолго до смерти Кристофера они пересмотрели этот вывод в пользу результата Лонге-Хиггинса.

## Статистическая механика
Помимо квантовой химии Лонге-Хиггинс занимался статистической механикой. Хотя она и не входила в основную сферу его деятельности, несколько его работ внесли важный вклад в эту область.
Основная заслуга Кристофера в том, что он ввёл модель конформных систем, а также этот термин. В 1930-1950е в центре внимания как теоретиков, так и экспериментаторов были избыточные термодинамические свойства неионных жидких смесей. Известно, что статистическая механика жидкостей сама по себе сложная наука, но в докомпьютерные времена она казалась совсем неприступной. Ведь для корректного описания приходится учитывать не только парные взаимодействия, как в газе, но и взаимодействия с соседними зафиксированными частицами, как в твердом теле. Существует два подхода к описанию жидкостей — расширение газовых теорий или теорий твердого тела, последние известны как решеточные модели. Они обладают элегантной математической составляющей, но как позже стало известно, не описывают свойств реальных жидкостей.
Работа Кристофера в 1950 году поразила сообщество статистической механики. Она была представлена на неформальной встрече, организованной М. Г. Эвансом. На мероприятии присутствовали видные ученые и один из них, А. Гуггенхайм, раскритиковал Кристофера за невежество и незнание ранних работ в этой области. Однако Кристофер возразил ему, сказав, что полезно смотреть свежим взглядом на новые вещи.
В основе теории рассмотрение совокупности молекул, все межмолекулярные потенциалы которых имеют одинаковый вид и связаны масштабными коэффициентами массы и длины. Кристофер назвал эти потенциалы конформными (потенциалы того же вида). При этих условиях чистые жидкости отвечают принципу соответствующих состояний. Не делая никаких предположений о структуре жидкостей, он показал, что теория возмущений приводит к выражениям для избыточных термодинамических функций, которые в первом порядке зависят от энергии межмолекулярного взаимодействия и диаметров частиц. Как видно из проведенного с Д. Куком исследования диаграмм жидкость-пар в системе этилен-углекислый газ, эта теория хорошо описывает экспериментальные данные. Эта система действительно была конформной, что позволило получить соотношения для масштабных коэффициентов. Энергетический коэффициент для системы этилен-углекислый газ был определён из критической температуры смеси, а дистанционный коэффициент — как среднее для двух компонентов. Предсказанные фазовые границы, давление и состав азеотропа хорошо совпадали с экспериментом вблизи критической области, что является узким местом статистических теорий. Единственной неточностью было то, что теплота и изменение объёма при смешении должны иметь один и тот же знак, и это не всегда согласовывалось с экспериментом. Для устранения проблемы Кристофер предложил использовать возмущения более высоких порядков. Его теория изменила взгляд на решёточные теории и стала основой для последующих исследований в этой области.
Простейшей математической моделью для межмолекулярных взаимодействий является модель жёстких сфер. Она широко использовалась не только для описания взаимодействий в газе в первой половине XX века, но и сохранила своё значение во второй половине столетия для компьютерного моделирования жидкостей. Лонге-Хиггинс и Попл создали теорию плотных жидкостей, используя эту модель для аналитической обработки транспортных свойств.
Их концепция основывалась на следующих предположениях: парная функция распределения для относительной позиции зависит только от плотности и температуры, распределение по скоростям является Максвеловским, автокорреляционная функция скорости спадает экспоненциально. Из этих предпосылок были получены выражения для сдвиговой и объёмной вязкости, коэффициентов теплопроводности и самодиффузии. Предложенный подход позднее был развит в работе с Дж. Валлау для передачи энергии и импульса в плотной жидкости, состоящей из жестких сфер. При сравнении с экспериментальными данными для инертных газов, кислорода и азота согласие было удовлетворительным и улучшалось при увеличении плотности жидкости.
Новый виток развития модель жёстких сфер получила при сотрудничестве Кристофера с Бенжамином Видомом, во время преподавания в Корнеллском университете в 1964 году. В то время считалось, что структура жидкости и твёрдого тела вблизи тройной точки обусловлена отталкивающей частью потенциала. Тем не менее, ещё Ван-дер-Ваальс показал, что необходимо учитывать притяжение для описания перехода жидкость-пар, поэтому уравнение состояния, основанное только на отталкивании жестких сфер, даёт завышенные значения pV0/kT в тройной точке. Кристофер и Бенжамин добавили равномерный отрицательный потенциал, фиксирующий объём системы, но не влияющий на силы, действующие на отдельные молекулы так, что локальная структура жидкости определялась упаковкой жестких сфер. Из этого уравнения состояния они получили некоторые термодинамические характеристики, большинство из которых хорошо согласуется с литературными данными для аргона. Единственным исключением было изменение теплоёмкости при постоянном объёме, так как из принятых допущений следует равенство её нулю, хотя это не так. Предложенная Кристофером и Бенжамином идея о том, что силы притяжения можно не учитывать в плотных однородных жидкостях, сыграла ключевую роль в последующем развитии теории возмущений для жидкостей.
В 1960 году Зимм и Лонге-Хиггинс рассмотрели кинетику раскручивания нитей ДНК. Они считали, что этот процесс происходит из-за увеличения энтропии, в частности благодаря появлению возможности вращения вокруг связей в каждой из двух нитей. С другой стороны, окружающая среда препятствует раскручиванию, причём коэффициент сопротивления был введён как отношение вязкости к молекулярной массе денатурировавшей ДНК. Из «простейшей возможной схемы» основанной на последовательном разворачивании, один виток расходится за несколько секунд, но вся молекула с массой около 10^7 Да будет расплетаться минуты или даже часы. Здесь наблюдается явное противоречие с внутриклеточными процессами, поэтому модель вряд ли можно использовать в генетике. Однако В. Кун отметил, что наблюдал подобную картину в своей практике в случае изолированных молекул.

## Искусственный интеллект и когнитивистика
Переломный момент в жизни Кристофера случился в 1969 году, когда он покинул Кембридж и занялся в университете Эдинбурга новой для него тематикой — искусственным интеллектом (ИИ). Вместе с Ричардом Грегори (психолог, младший член колледжа Корпус Кристи) он присоединился к группе Дональда Мичи. Вскоре его признали вдохновителем и пионером в области ИИ. Факультет машинного интеллекта и восприятия был первым в Европе и появился как раз в то время, когда в США создавались соответствующие отделы в Массачусетском технологическом институте и в Стэнфодском университете. В институте было налажено эффективное сотрудничество с заокеанскими коллегами, с 1967 года ежегодно проводились семинары. Сотрудничество дало плоды в виде авторитетной книги «Машинный интеллект», тома которой опубликованы издательством Эдинбуржского университета.
Основной задачей факультета было создание робота. Фредди (так назывался робот) был проектом Доналда Мичи, в котором Кристофер не участвовал. Тем не менее Кристофер содействовал его развитию, предложив управлять им не дистанционно, а с помощью внутренних алгоритмов. При этом прошлый опыт может быть использован для анализа настоящего с целью повышения надежности и увеличения предсказательной силы. Эта идея была заимствована из книги «Характер объяснения» кембриджского психолога Кеннета Крейка. Кристофер продемонстрировал её нетривиальным образом без намека на компьютеры, которые, хоть и подавали большие надежды, но были малопроизводительны и неудобны в работе. Он смастерил простой настольный автомобиль, двигавшийся по трафарету из картона. Будучи на столе, он легко избегал краев и падений, тем самым демонстрируя силу модели Крейка.
Однако Кристофер осознал потенциальные возможности компьютера и вскоре стал первоклассным программистом. Он не интересовался роботами с практической точки зрения, но использовал их для осуществления своей цели — в качестве инструментов для понимания человеческого разума с позиций развиваемой им когнитивной науки. Об оценке ИИ и его связи с психологией он позже писал:
«Чем обычно занимается психолог — он описывает в терминах логики связь между нашим опытом и действиями… Искусственный интеллект предлагает более сложное решение — нужно понять реализацию когнитивных навыков, только тогда мы сможем использовать это для построения машины, использующей этот навык.»
Он предпочёл созданию робота работу с талантливыми студентами в области теории. Кристофер добился некоторого успеха в устройстве познания, возможно, думая, что успешные алгоритмы являются решением проблемы когнитивных исследований. Однако вскоре он взглянул на проблему шире, в частности благодаря нейронным сетям. Кристофер был пионером в развитии исследований мозга при помощи нейронных сетей. Несмотря на то, что сети были основаны на строгих алгоритмах, механизм их работы был далеко не очевиден (как и механизм работы мозга). Под руководством Кристофера несколько его студентов добились значительных успехов в этом новом направлении. Главный результат их труда опубликован под заголовком «Неголографическая ассоциативная память».
Кристофер также прославился благодаря анализу глубины восприятия, в частности исследованиям возможностей и ограничений динамического визуального потока, а также использованию вертикального разрыва для стереоскопической глубины. Его аналитические модели были определены для идеального наблюдателя (как предложил Кембриджский психолог Гораций Барлоу), поэтому позволяют оценивать объективную эффективность. Если эффективность высока, то метод принимается мозгом, воздействуя на один или несколько наборов его процессов.
В 1974 году Кристофер переехал в Сассекс для более тесной работы со Стюартом Сазерлендом. Причина этого не ясна, однако известно, что факультет машинного интеллекта и восприятия имел некоторые проблемы в то время. Критическая оценка, данная проекту ИИ в обзоре научно-исследовательского совета в лице Джеймса Лайтхилла «Искусственный интеллект: общий обзор» подорвала энтузиазм и интерес к поддержке долгосрочных проектов. Событие не могло не отразиться на следующем десятилетии развития ИИ как в Америке, так и в Великобритании. Работы Кристофера избежали критики, так как были направлены главным образом на когнитивную робототехнику. Несмотря на то, что промышленные роботы быстро внедрялись в производство, попытки создания разумных роботов как не имели успеха в 1960х, так и не имеют до сих пор. Были даны невыполнимые обещания. Сложности в задаче искусственного интеллекта показали, как много нужно ещё узнать о работе мозга, поэтому интерес к подобным исследованиям существует и наши дни.
Доклад Лайтхилла вызвал оживлённое обсуждение, особенно его мнение о том, что машина с ограниченным числом состояний не может быть умной, так как она исчерпает весь запас выборов при экспоненциальным росте дерева возможностей. В то же время было отмечено, что мозг обладает интеллектом, имея конечное число переключателей. Кристофер прокомментировал это мнение тем, что мозг использует ограниченный выбор, как и компьютер в игре в шахматы. Его размышления о сущности сознания отражены в статье «150 слов о сознании», опубликованной в журнале Daily Telegraph, позже перепечатанной в Perception в 1994. Несмотря на страсть к алгоритмам, заведомо не дающим верного решения, Кристофер рассмотрел философские вопросы, которые связывают разум с языком. Он был всесторонне развитым учёным со своим взглядом на глобальные вопросы.

## Музыка
Кристофер был превосходным пианистом и даже рассматривал в своё время возможность музыкальной карьеры. Он научился игре на валторне в 1960х и был ключевой фигурой в музыкальной жизни колледжа Корпус Кристи. Он провёл много времени в изучении теории музыки и предложил ряд новых идей. В отличие от многих теоретиков, Кристофер применял новшества на практике. Он обобщил концепцию порождающей грамматики Хомского на музыку, писал компьютерные программы для разборки произведений Баха. Его идеи были восприняты с энтузиазмом психологами-экспериментаторами, такими как Джон Слобода и Кэрол Крамханси. Главный вклад в теорию музыки изложен в работе, посвященной музыкальным преобразованиям. Он пришёл к выводу, что люди, не знающие атональной музыки, но проявляющие к ней интерес, могут неявно научиться узнавать её по характерным структурам.

## Личные качества
Кристофер чрезвычайно серьёзно относился к работе, как правило получал сам вспомогательные данные, а не брал их из опубликованной литературы. Он редко руководил более чем одним аспирантом в год и особенно много внимания уделял ему в начале обучения. Выбранные им исследовательские проекты были довольно трудоёмкими, но в то же время интересными широкому кругу лиц. Доброта и забота по отношению к своим коллегам, противопоставлялись его язвительному общению с приглашёнными на семинары докладчиками. Кристофер также часто опускал своё авторство в публикациях коллег и учеников, даже если вносил значимый вклад в работу.
Несмотря на свое происхождение, Кристофер был убеждённым атеистом во взрослой жизни. Тем не менее, он всегда проявлял интерес к религиозным вопросам, участвовал в жарких спорах, часто проводимых в Cumberland Lodge в парке Виндсор Грэйт в 1950х. Более того, он вместе с Шарлем Коулсоном выступал на радио в программе, посвящённой взаимоотношениям между церковью и наукой. Кристофер увлекался философскими вопросами о природе и развитии сознания, что вылилось в две серии Гиффордских лекций, прочитанных в Эдинбурге.
Кристофер был почитаем не только друзьями и коллегами, но даже теми, кто не знал его. Требуя строгого мышления даже там, где обычно господствуют спекуляции, он установил новые стандарты, которые вряд ли могут быть достигнуты.

## Премии и награды
Кристофер был избран членом Лондонского королевского общества в 1958 году, иностранным членом Национальной академии наук США в 1968 году, членом Эдинбургского королевского общества в 1969 году, а также членом Королевского общества искусств в 1970 году. Он был членом Международной академии квантово-молекулярных исследований. Он имел почётные докторские степени в университетах Бристоля, Эссекса, Шеффилда, Сассекса и Йорка. Среди его заметных наград премия Джаспер Ридли по музыке, полученная в Баллиольском колледже, мемориальная премия Харрисона от Химического общества, а также премия Нейлора от Лондонского математического общества.
В 2005 году в его честь учреждена премия за «фундаментальный вклад в компьютерное зрение, выдержавший испытание временем». Премия присуждается ежегодно на конференции IEEE «Компьютерное зрение и распознавание образов» за выдающиеся работы, опубликованные на той же конференции десять лет назад.